# جغرافیای پلوتون

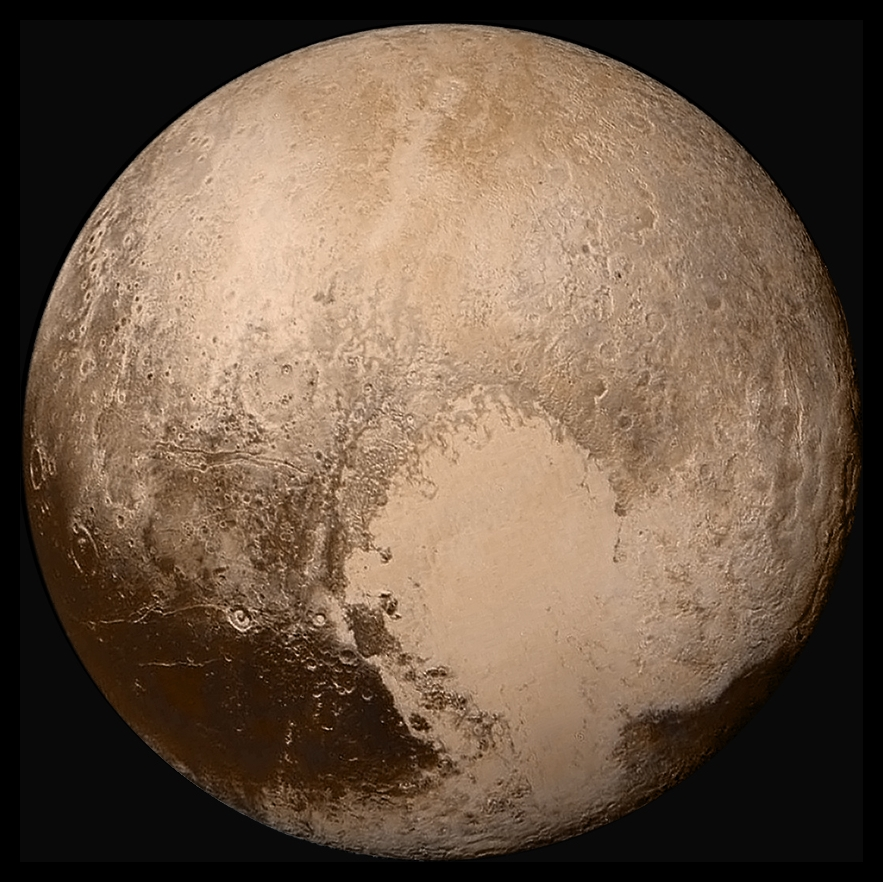
نگاره‌‌ای از «پلوتون» که توسط ابزار لوری (LORRI) در فضاپیمای نیوهورایزنز گرفته شده و با داده‌های ابزار رالف، رنگ‌آمیزی شده است.

جغرافیای پلوتون شامل ترسیم و توصیف مناطق روی پلوتون است. جغرافیای پلوتون غالباً روی آنچه روی زمین جغرافیای طبیعی نامیده می‌شود، متمرکز است؛ یعنی توزیع مشخصه‌های طبیعی در سراسر پلوتون و شمایل نقشه‌نگارانه آنها. در ۱۴ ژوئیه ۲۰۱۵ فضاپیمای نیو هورایزنز نخستین فضاپیمایی شد که در نزدیکی پلوتون پرواز کرده‌است. در طول این پرواز کناری کوتاه، نیو هورایزنز مشاهدات و اندازه‌گیری‌های جغرافیایی دقیقی از پلوتون و قمرهای آن انجام داد.